# 飛行坦克
《飛行坦克》是MicroProse開發並於1986年發行的空戰模擬遊戲，對應DOS、雅達利ST、Amiga、康懋達64、FM Towns、MSX、PC-98、Sharp X68000、ZX Spectrum等平台。
遊戲至1989年售出50萬套。《Info》雜誌為康懋達64版遊戲打出5星滿星。